# Hirtaeschopalaea albolineata
Hirtaeschopalaea albolineata är en skalbaggsart som beskrevs av Maurice Pic 1925. Hirtaeschopalaea albolineata ingår i släktet Hirtaeschopalaea och familjen långhorningar.
Artens utbredningsområde är Laos. Inga underarter finns listade i Catalogue of Life.